# Barfotsvessla
Barfotsvessla (Mustela nudipes) är ett rovdjur i släktet Mustela som tillhör familjen mårddjur.
Djuret fick sitt namn på grund av att det saknar hår på fotens sula. I samma släkte är det bara arten Mustela strigidorsa som också har detta kännetecken. Pälsens färg varierar mellan rödbrun och ljusgrå. Vid huvudet är pälsen tydligt ljusare, nästan vit, och svansens spets är gulvit. Hos vuxna djur ligger kroppens längd mellan 30 och 36 cm. Sedan tillkommer en 24 till 26 cm lång svans.
Utbredningsområdet ligger i Sydöstasien. Barfotsvesslan förekommer på södra Malackahalvön samt på Sumatra och Borneo. Utbredningsområdet ligger i låglandet och i bergstrakter, vanligen upp till 1 400 meter över havet och ibland upp till 1 700 meter. Arten iakttas oftast i städsegröna lövskogar och den besöker även trädodlingar samt människans samhällen. Nästan ingenting är känt om artens levnadssätt. Individerna är troligen dagaktiva och de lever ensam när honan inte är brunstig. Troligtvis äter de liksom andra vesslor smådjur som gnagare, fåglar, ödlor och insekter. Individerna går främst på marken och de har simförmåga. Enstaka exemplar faller offer för större ormar.
Den franska zoologen Anselme Gaëtan Desmarest fick individen som han använde för artens vetenskapliga beskrivning av naturforskaren Pierre-Médard Diard som vid tidpunkten vistades på Java. Snart uppkom tvivel om Java ingår i artens utbredningsområde och det antogs att Diard skickade ett exemplar som han i sin tur fick från Borneo eller Sumatra. Barfotsvesslans beroende av städsegröna skogar bekräftade senare denna hypotes, då Java under pleistocen var torr och utan städsegröna skogar. Även norra Malackahalvön har en längre torr period under året, vad som förklarar varför arten saknas där.
Skogsavverkningar kan påverka beståndet negativt men det saknas informationer angående barfotsvesslans population. Mer sällsynta observationer indikerar att beståndet minskar. På Malackahalvön är arten skyddad enligt lag. IUCN listar barfotsvesslan som livskraftig (LC).